# Lucien-Paul Thomas
Lucien-Paul Thomas (1880-1948) fue un hispanista belga.
Fue profesor de la Universidad de Bruselas y ha dedicado gran número de ensayos y estudios a las letras hispanas, en torno a los ejes del Culteranismo, Luis de Góngora y el teatro de Pedro Calderón de la Barca. Destacan Le Lyrisme et la préciosité cultiste en Espagne (París, 1909); Góngora et le Gongorisme considérés dans leuyrs rapports avec le Marinisme (Bruselas, 1910); La Genèse et le simbolisme de Calderón (París, 1910), Précieuses de France et Précieuses d'Espagne (Bruselas, 1920); François Bertaud et les conceptions dramátiques de Calderón (París, 1924); Les jeux de scène et l'architecture des idées dans le théâtre allégorique de Calderón (Madrid, 1924) y Don Luis de Góngora y Argote (introducción, traducción y notas, Bruselas, 1932).